# Волен-бай-Берн
Волен-бай-Берн (нім. Wohlen bei Bern) — громада  в Швейцарії в кантоні Берн, адміністративний округ Берн-Міттельланд.

## Географія
Громада розташована на відстані близько 8 км на захід від Берна.
Волен-бай-Берн має площу 36,3 км², з яких на 8,4% дозволяється будівництво (житлове та будівництво доріг), 54,6% використовуються в сільськогосподарських цілях, 32,8% зайнято лісами, 4,3% не є продуктивними (річки, льодовики або гори).

## Демографія
2019 року в громаді мешкало 9266 осіб (+3,9% порівняно з 2010 роком), іноземців було 12,1%. Густота населення становила 255 осіб/км².
За віковим діапазоном населення розподілялося таким чином: 18,3% — особи молодші 20 років, 53,4% — особи у віці 20—64 років, 28,2% — особи у віці 65 років та старші. Було 4119 помешкань (у середньому 2,2 особи в помешканні).
Із загальної кількості 1927 працюючих 281 був зайнятий в первинному секторі, 338 — в обробній промисловості, 1308 — в галузі послуг.